# Aechmea weberi
Aechmea weberi är en gräsväxtart som först beskrevs av Edmundo Pereira och Elton Martinez Carvalho Leme, och fick sitt nu gällande namn av Elton Martinez Carvalho Leme. Aechmea weberi ingår i släktet Aechmea och familjen Bromeliaceae. Inga underarter finns listade i Catalogue of Life.